# Monte Tre Denti
Il monte Tre Denti (1.361 m s.l.m.) è una montagna delle Alpi del Monginevro nelle Alpi Cozie. Si trova in Piemonte al confine tra i comuni di Cumiana e Cantalupa.
È piuttosto nota per la presenza di molte vie di roccia di varia difficoltà e lunghezza; il suo versante settentrionale è incluso nel parco naturale del Monte Tre Denti - Freidour.

## Descrizione

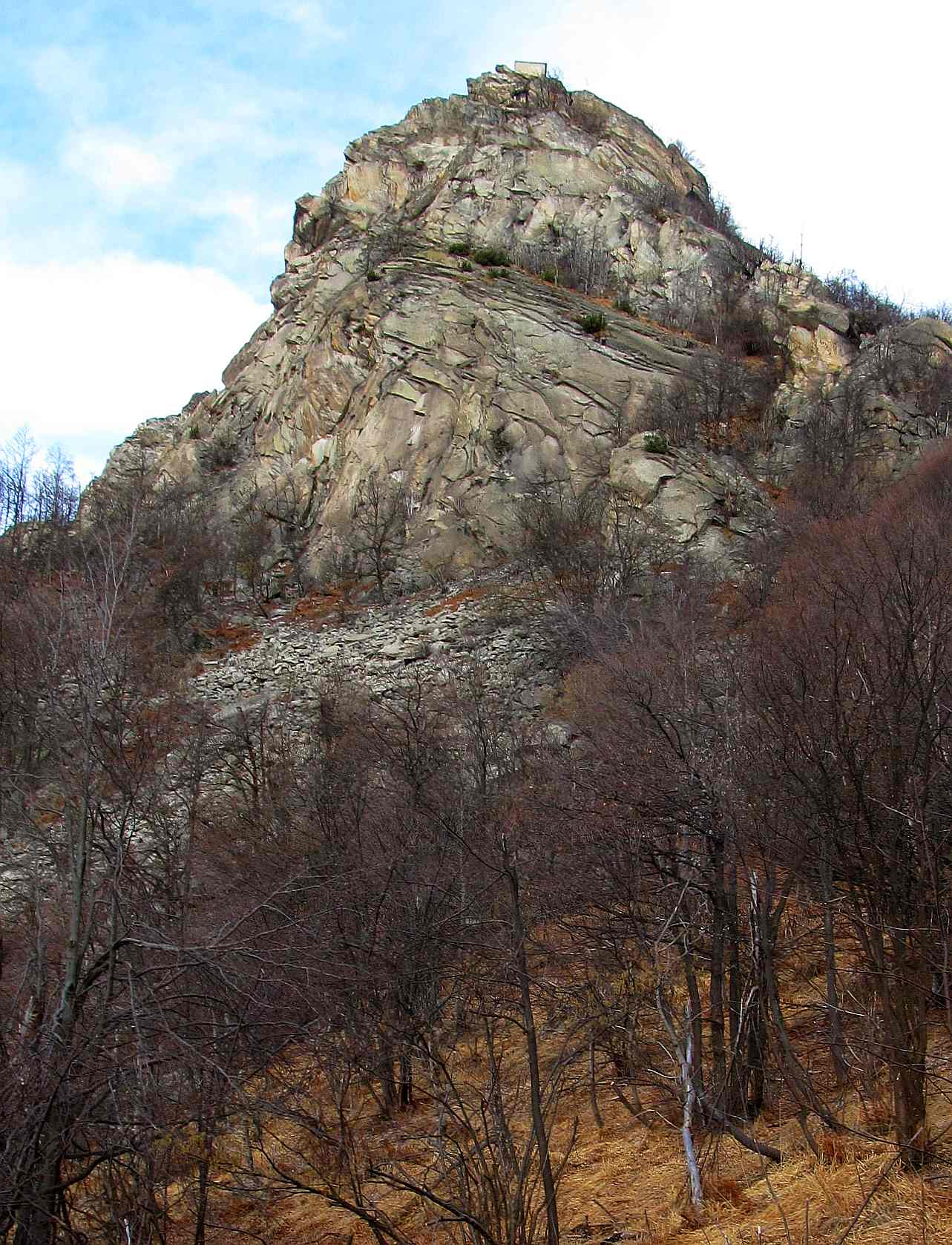
Il dente orientale visto dal Colle della Bessa

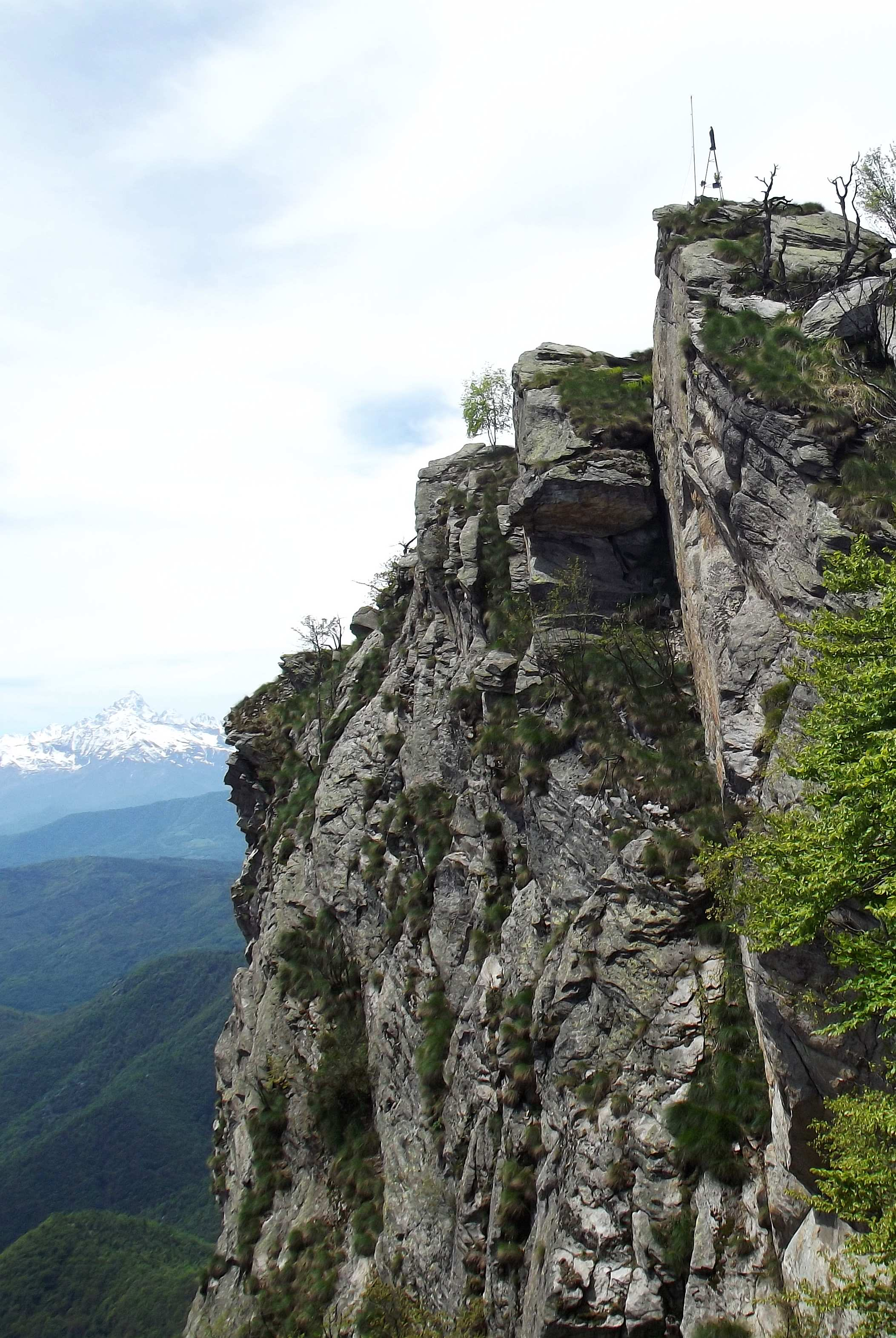
Il dente occidentale con, sullo sfondo, il Monviso.

Il monte si trova sullo spartiacque tra la Val Chisola (a nord) e la Val Noce (a sud). Il colle Rumiano (1.170 m, localmente noto anche come colle della Bessa) lo separa a sud-est dal vicino Monte Brunello, mentre il Colle Aragno (1.280 m) lo divide dal Freidour.
È composto da una serie di rilievi rocciosi disposti in senso est/ovest, i cosiddetti denti, il più alto dei quali - quello occidentale - raggiunge una quota di 1365 metri. Sul dente orientale (1.343 m) sorge una cappella mentre su quello occidentale si trova una statua della Madonna collocata su una traliccio di sostegno.
In corrispondenza della montagna è collocato anche il punto geodetico trigonometrico dell'IGM codice 067108 denominato Monte Tre Denti.

## Accesso alla vetta
Un primo itinerario escursionistico di accesso alla vetta parte dalla cappella di San Martino di Cantalupa, raggiunge il colle della Bessa (o colle Rumiano, 1.170 m) e perviene al dente orientale tenendosi inizialmente nei pressi del crinale spartiacque e poi salendo sulla cima per placche rocciose il cui superamento è facilitato da scalinature e da una corda fissa. Anche la salita al dente occidentale è facilitata da scalinature e graffe metalliche.
Sono possibili varie alternative tra le quali la partenza dal parcheggio dei Bastianoni (fraz.Cumiana) o  dalla borgata Ciom di Cumiana o ancora dal colle del Crò (San Pietro Val Lemina), in questo caso transitando per il Monte Freidour oppure per il rifugio Melano.

### Arrampicata

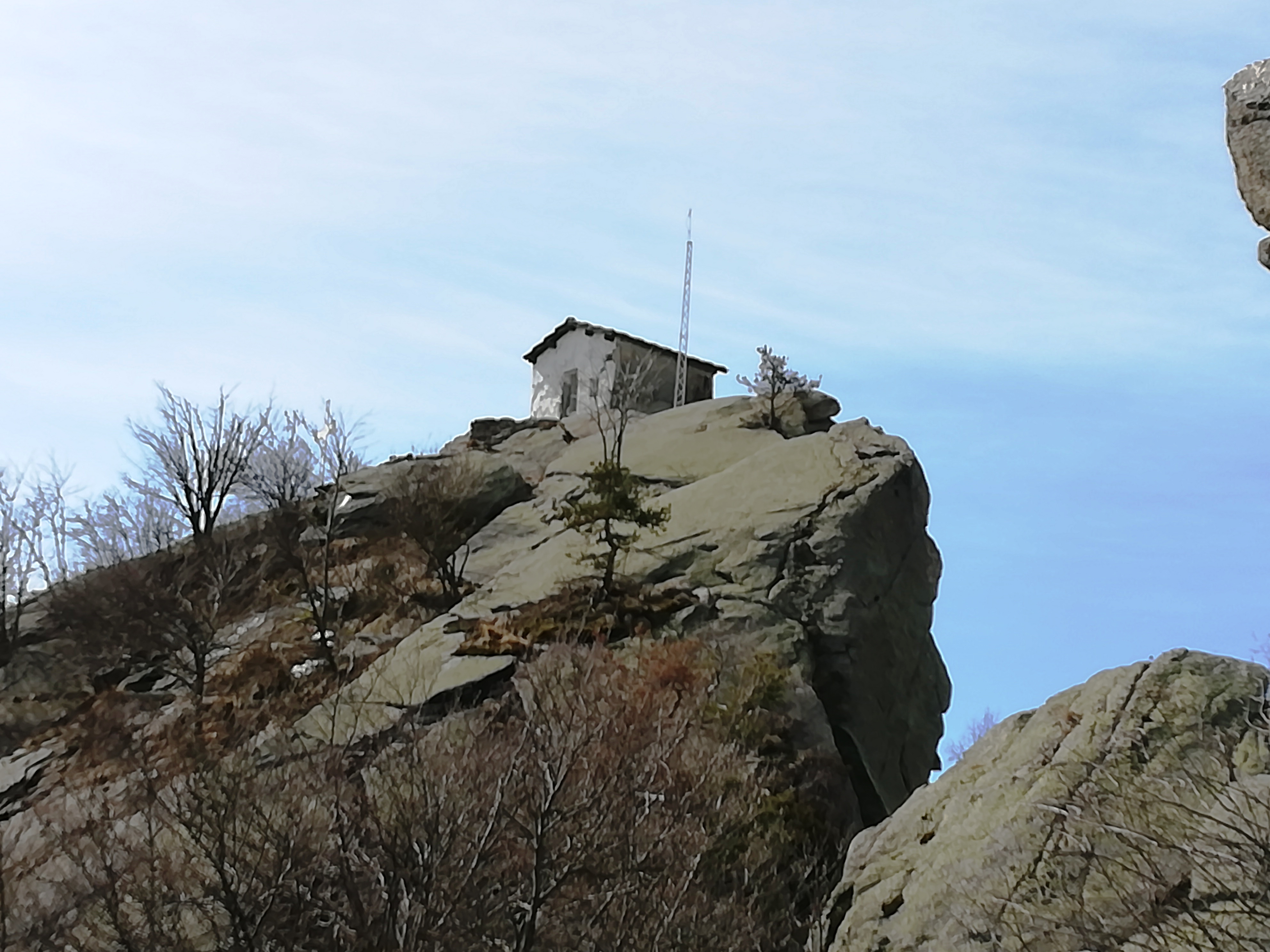
La cappella in vetta al dente orientale

Sui Tre Denti di Cumiana e sulle pareti rocciose circostanti sono state nel tempo aperte molte vie di arrampicata, alcune delle quali si possono considerare tra le più classiche della Provincia di Torino. La maggioranza delle salite classiche e più recenti si svolge sull'assolato ed aspro versante sud della montagna. Alcune descrizioni delle vie alpinistiche per la salita alle varie sommità la compongono risalgono a famosi alpinisti degli anni Trenta del Novecento come R.Chabod, G. Boccalatte, R.Ravelli, e tra gli appassionati che frequentavano i Tre Denti viene citato anche Pier Giorgio Frassati.

## Punti di appoggio
- Rifugio Melano